# Krakau (Austria)
Krakau – gmina w Austrii, w kraju związkowym Styria, w powiecie Murau. Według danych Austriackiego Urzędu Statystycznego liczyła 1444 mieszkańców (1 stycznia 2017).